# نامبر وانز (آلبوم)
نامبر وانز (به انگلیسی: Number Ones) (به فارسی: ممتازها، درجه یک‌ها، بهترین‌ها) یک آلبوم گردآوری شده از آثار برتر و شماره یک خواننده و ترانه‌سرای آمریکایی، مایکل جکسون است. این آلبوم توسط سونی میوزیک در ۱۷ نوامبر ۲۰۰۳ در سراسر جهان منتشر شد. این آلبوم در سراسر جهان موفق بود و در بریتانیا رتبهٔ اول و در ایالات متحده رتبهٔ دوم را کسب نمود. این آلبوم پس از مرگ ناگهانی جکسون در سال ۲۰۰۹، شش هفتهٔ متوالی در صدر جدول پرفروش‌ترین آلبوم‌های ایالات متحده و بیست و یک هفته در جدول کاتالوگ آثار برتر پاپ بود.
از این آلبوم تک‌آهنگ جدید یک شانس بیشتر نیز منتشر شد که به رتبهٔ ۱ در جداول موسیقی جهان دست یافت.
درکل ۱۳ میلیون کپی از این آلبوم فروخته شد و ۴،۱۳۸،۹۰۰ دلار فروش داشت.